# CheyTac Intervention
CheyTac M200 «Intervention» — снайперская винтовка. Является частью системы снайперской стрельбы CheyTac LRRS. Производится компанией CheyTac LLC (США). Использует специальные снайперские патроны типа Wildcat: .408 CheyTac и .375 CheyTac. Отличительной особенностью системы является высокая точность стрельбы на больших расстояниях:  не выше 1 MOA на расстоянии более 2000 м.

## Система CheyTac LRRS
Система дальнобойного снайперского оружия CheyTac LRRS (Long Range Rifle System) была специально разработана для поражения живой силы противника.
При этом основной задачей являлось создание оружия, превосходящего по точности на больших дальностях системы калибра .50 BMG. Для этого под руководством доктора Джона Тейлора (США) был разработан патрон .408 CheyTac (номинальный калибр 10 мм). Новый патрон занимает промежуточное положение по размерам и весу между мощным пулемётным патроном .50 BMG и популярным дальнобойным снайперским патроном .338 Lapua Magnum. Благодаря специальной форме и конструкции пули она имеет весьма высокий баллистический коэффициент и сохраняет сверхзвуковую скорость на дальности свыше 2000 метров. При этом на дальностях свыше 700 метров энергия пули калибра .408 выше, чем энергия пули .50 BMG на той же дальности при том, что сам патрон .408 на 30 % легче и создает меньшую отдачу. По заявлениям фирмы CheyTac Associates, производителя патронов .408 и оружия под них, система CheyTac LRRS в составе винтовки CheyTac Intervention M200 с оптическим прицелом Nightforce NXS 5.5-22X, патронов .408 CheyTac, фирменного баллистического компьютера (на основе PDA Casio Cassiopea M70) и подключённых к нему датчиков ветра, температуры и атмосферного давления Kestrel 4000 обеспечивает эффективную стрельбу по ростовой мишени на дальности в 2000 метров, гарантируя рассеивание не более 1 угловой минуты (1 МОА).

## Конструкция
Винтовка CheyTac Intervention M200 — магазинное оружие с продольно-скользящим поворотным затвором. В целом, конструкция винтовки М200 базируется на конструкции винтовки Windrunner M96 .50 калибра, созданной американской фирмой EDM Arms. Ствол — плавающего типа. На дульную часть ствола может крепиться дульный тормоз либо глушитель OPSINC. Открытыми прицельными приспособлениями винтовка не комплектуется. Для установки оптики используется штатная направляющая типа Picatinny, основным считается оптический прицел Nightforce NXS 5.5-22X. При необходимости оптический прицел может дополняться модулем ночного видения AN/PVS-14 и инфракрасным лазером для подсветки целей AN/PEQ-2.
Питание патронами осуществляется из отъёмных однорядных магазинов ёмкостью 7 патронов. Винтовка Intervention M200 — разборная, для транспортировки и хранения ствол снимается, а раздвижной приклад сдвигается вперед до упора.
Кроме основной винтовки М200, фирма CheyTac выпускает и более простую и дешёвую однозарядную винтовку Intervention M310 под тот же патрон .408 CheyTac. Винтовка М310 неразборная, имеет регулируемую пластиковую ложу.
Ориентировочная стоимость винтовки на 2011 год составляет около €50 000.
Стоимость винтовки на 2017 год составляет от $11 700 до $13 800.у изготовителя.

## Intervention в кино, литературе и компьютерных играх
- Винтовка присутствует в компьютерной игре Call of Duty: Modern Warfare 2(2009) как один из самых мощных видов вооружения. Она также популярна среди игроков в мультиплеере, в том числе и в юмористических монтажах-пародиях.
- «Родная» снайперская винтовка главного героя фильма «Стрелок» Боба Ли Суэггера — CheyTac Intervention M200.
- Упоминается в фильме Чхве Джэ-хуна «Киллер-хранитель» (2022).
- Является средней по мощности винтовкой в онлайн-шутере Warface.
- Встречается в игре Sniper: Ghost Warrior 2, где является самой дальнобойной винтовкой в игре. В игре Sniper 3D 2-я по мощности.
- Встречается в книгах по игре S.T.A.L.K.E.R. Сергея Недоруба «Горизонт событий» и Юрия Семендяева «Меня зовут Лис».
- В игре Arma 3 является представителем крупнокалиберных снайперских винтовок. В игре называется M320 LRR.
- Встречается в мультиплеере Battlefield 4 под названием SRR-61 и является последней открывающейся снайперской винтовкой в игре.
- В игре Girls' Frontline является оружием одноимённой тактической куклы.
- Встречается в игре Cover Fire.
- Встречается в игре CrossFire.
- Использовалась Окией Субару, персонажем аниме "Детектив Конан", в фильме "Снайпер из другого измерения".
- Встречается в игре "Point Blank" как CheyTac M200.
- Встречается в игре "World War 3" как сильнейшая, но медленная снайперская винтовка.
- Встречается в игре Call of Duty: Modern Warfare II (2022) под названием FJX "Imperium".
- Встречается в игре BattleBit Remastered под названием "M200" и является сильнейшей по характеристикам винтовкой в игре.
- Использовалась главным героем в The Fruit of Grisaia.
- Используется и производится корпорацией M.E.R.C. под названием "M.E.R.C. Sniper Rifle" в игре MADNESS: Project Nexus.